# Edmund Bieńkowski
Edmund Marcin Bieńkowski (ur. 11 listopada 1888 w Damiętach-Prostach, zm. 13 sierpnia 1938 w Nowym Szelkowie) – polski polityk, ksiądz, działacz ZLN.

## Życiorys
Urodził się 11 listopada 1888 roku w Damiętach-Prostach, powiat Ciechanów jako syn Ignacego i Bronisławy z domu Nasierowskiej.
Gimnazjum i seminarium duchowne ukończył w Płocku, akademię teologiczną w Petersburgu. Po ukończeniu studiów i otrzymaniu święceń kapłańskich pracował w diecezji płockiej m.in. jako wikariusz i prefekt gimnazjum w Mławie. Prezes koła Polskiej Macierzy Szkolnej i dozoru szkolnego, członek zarządu Rady Powiatowej Opiekuńczej w Mławie. Od 1920 roku pracował w parafii w Czerwińsku, od grudnia 1922 roku do śmierci proboszcz w Szelkowie. Kanonik honorowy kapituły pułtuskiej (od 1933 roku). Zmarł 13 sierpnia 1938 roku w Szelkowie powiat Maków Mazowiecki.

## Działalność polityczna
Poseł na Sejm Ustawodawczy 1919-1922 (zrzekł się mandatu 9 stycznia 1920). W 1919 roku uzyskał mandat z listy nr 9 (ZLN) w okręgu wyborczym nr 4 (Ciechanów).

## Literatura
- T. Rzepecki, Sejm 1919
- Skład SURP, 1919
- Skorowidz Sejmu 1919-22
- Stenogramy Sejmu 9.01.1920 (108/3)
- Kto był kim w Drugiej Rzeczypospolitej, 1994
- Biblioteka Sejmowa: odpis aktu zgonu z USC Szelków z 24.08.1994, pisma z USC Mława z 22.06.1993 i z AP Warszawa-Oddział Mława z 6.12.1993.